# Witold Minkiewicz

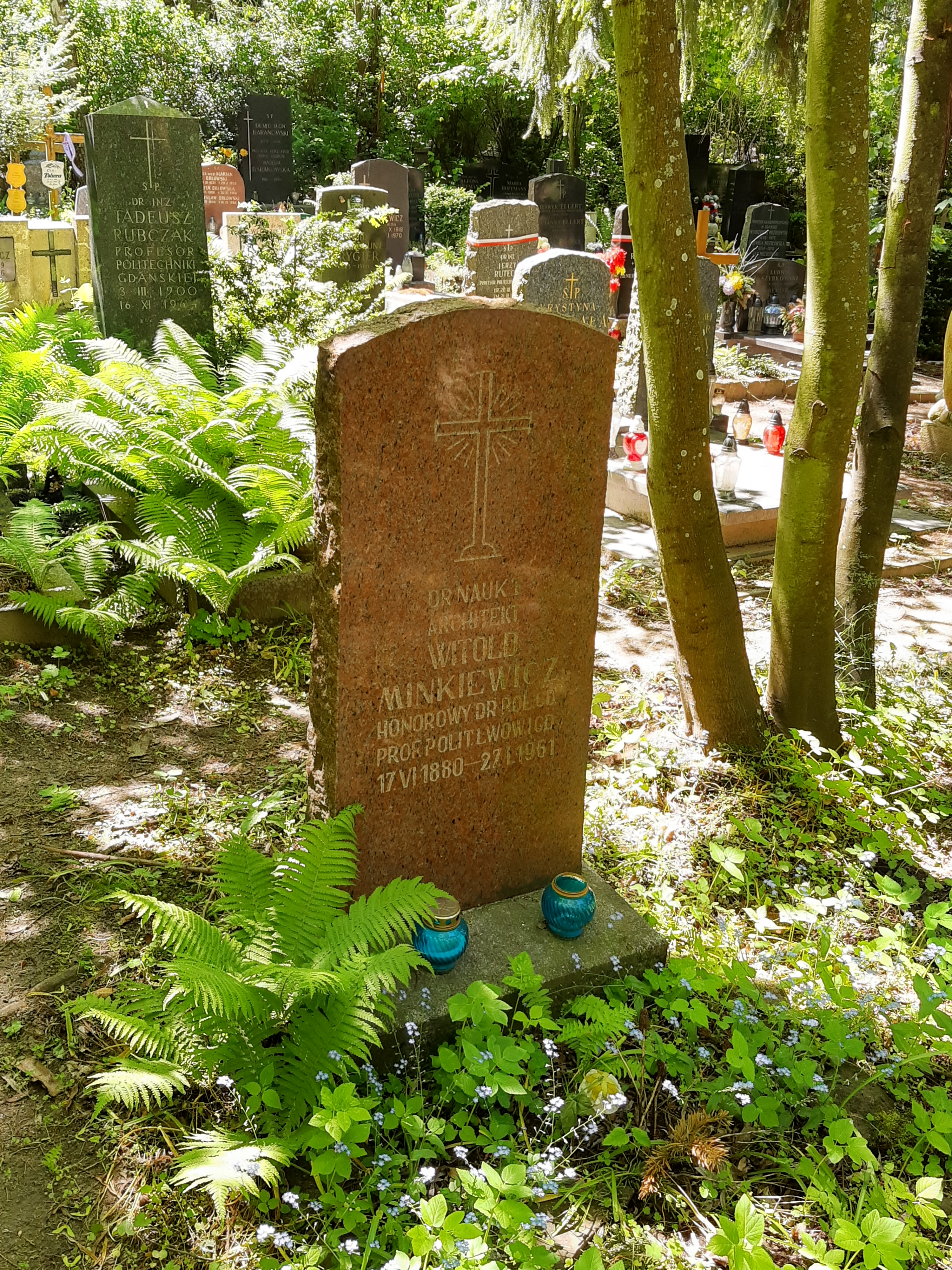
Grób prof. Witolda Minkiewicza na Cmentarzu Srebrzysko w Gdańsku

Witold Minkiewicz (ur. 17 czerwca 1880 w Irkucku, zm. 24 stycznia 1961 w Gdańsku) – polski inżynier architekt, rektor Politechniki Lwowskiej, profesor.

## Życiorys
Urodził się w rodzinie polskich powstańców z 1863 zesłanych dożywotnio na Syberię. Był synem Józefa i Romany z Ciesielskich. Ukończył szkołę realną w Tobolsku, następnie był studentem Wydziału Inżynieryjno-Budowlanego Politechniki Warszawskiej. Po dwóch latach przeniósł się do Lwowa na Politechnikę, gdzie w latach 1901–1908 studiował architekturę. Uzyskał dyplom inżyniera architekta z odznaczeniem oraz angaż na asystenta. W latach 1911–1920 pracował jako nauczyciel w Szkole Przemysłowej we Lwowie, zaś w roku 1920/1921 został powołany na profesora nadzwyczajnego w II katedrze architektury Politechniki Lwowskiej. W 1925 został mianowany profesorem zwyczajnym. W roku akademickim 1930/1931, po rezygnacji z funkcji rektora powołanego na urząd premiera Kazimierza Bartla, został rektorem Politechniki Lwowskiej. W 1935 był członkiem komisji budowlanej Wydziału Towarzystwa Straż Mogił Polskich Bohaterów we Lwowie. Był członkiem założycielem powołanego w 1938 Stowarzyszenia „Towarzystwo Budowy Panoramy Plastycznej Dawnego Lwowa”.
Podczas wojny i obu okupacji: sowieckiej i niemieckiej pozostał na uczelni. W 1941 władze ZSRR nadały mu tytuł doktora nauk technicznych. W lutym 1945 aresztowany przez NKWD i zesłany wraz z kilkunastoma innymi polskimi profesorami do Krasnodonu w Donbasie. Zwolniony w czerwcu 1945 powrócił do Lwowa, skąd wyjechał w 1946 do Gdańska w ostatnim transporcie wysiedleńców-pracowników Politechniki Lwowskiej. Rektor Politechniki Gdańskiej powierzył mu organizację i kierowanie Katedrą Architektury Monumentalnej na Wydziale Architektury, projektowanie i rekonstrukcję gmachu głównego PG. W okresie od kwietnia 1947 do 1951 pełnił funkcję Kierownika Odnowienia Zamku na Wawelu. Według opracowanego pod jego kierunkiem projektu przeprowadzona została konserwacja Baszty Złodziejskiej na Wawelu.
Był mężem artystki malarki Zofii z Albinowskich.
Zmarł w Gdańsku, pochowany 31 stycznia 1961 na Cmentarzu Srebrzysko (rejon IX-kwatera profesorów-2).

## Ordery i odznaczenia
- Order Sztandaru Pracy I klasy (1956)[1]
- Krzyż Komandorski Orderu Odrodzenia Polski (10 listopada 1938)[6][7]
- Medal 10-lecia Polski Ludowej (23 maja 1955)[8]

## Nagrody i wyróżnienia
- tytuł doktora honoris causa Politechniki Lwowskiej (1938)
- Nagroda Państwowa I stopnia za całość twórczej działalności architektonicznej i pedagogicznej, pogłębionej pracami w dziedzinie teorii architektury (1955)[9]
- tytuł doktora honoris causa tej Politechniki Gdańskiej (9 czerwca 1960)[10].

## Upamiętnienie
W 2020 został członkiem tytularnym Polskiej Akademii Nauk.